# Takodana
Astre fictif apparaissant dans
Star Wars.
Takodana est une planète de l'univers de Star Wars.

## Contexte
L'univers de Star Wars se déroule dans une galaxie qui est le théâtre d'affrontements entre les Chevaliers Jedi et les Seigneurs noirs des Sith, personnes sensibles à la Force, un champ énergétique mystérieux leur procurant des pouvoirs parapsychiques. Les Jedi maîtrisent le Côté lumineux de la Force, pouvoir bénéfique et défensif, pour maintenir la paix dans la galaxie. Les Sith utilisent le Côté obscur, pouvoir nuisible et destructeur, pour leurs usages personnels et pour dominer la galaxie.

## Topographie
Un temple Jedi se trouve à Takodana, probablement pour limiter la puissance d'une vergence, c'est-à-dire un lieu puissant dans la Force, en l'occurrence vraisemblablement du Côté obscur.

## Histoire
Environ un millénaire avant la bataille de Yavin, une bataille oppose les Jedi aux Sith à Takodana. par la suite, le château de Maz Kanata est construit sur l'ancien champ de bataille.
Plusieurs siècles plus tard, en pleine période d'apogée de la République galactique et de l'ordre Jedi, Takodana est devenu un lieu sûr tant pour les aventuriers que pour les pirates, un carrefour à l'échelle galactique.
Les Nihil, un groupe de pirates, tente d'attaquer la planète. Celle-ci défendue par d'abord seulement par la Jedi Sav Malagan, mais il est rejoint par des Padawans dans sa mission de protection peu avant l'arrivée des Nihil. Lors de l'affrontement, les Jedi sont en infériorité numérique, mais finissent sauvé par l'un des leurs,,.

## Concept et création
Les scènes qui se déroulent à Takodana dans Le Réveil de la Force sont tournées dans la forêt de Dean de Puzzlewood, au Royaume-Uni. Le lac visible dans le film est Derwentwater.
Une scène sur Takodana montrant Maz Kanata affrontant des stormtroopers est finalement supprimée du montage finale du Réveil de la Force pour raccourcir la durée du film.

## Adaptations
Takodana est ajoutée au jeu de 2017 Star Wars Battlefront II lors d'une mise à jour de 2020, en même temps qu'Ajan Kloss et Jakku.